# Monumento Natural dos Pontões Capixabas
Das Monumento Natural dos Pontões Capixabas ist ein Naturdenkmal im brasilianischen Bundesstaat Espírito Santo. Es liegt in einer der letzten Zonen mit Mata Atlântica.

## Geschichte
Das 174,43 km² große Schutzgebiet wurde am 19. Dezember 2002 als Nationalpark gebildet. Am 2. Juni 2008 wurde das Schutzgebiet zu einem Naturdenkmal herabgestuft.

## Lage
Das Schutzgebiet liegt in den Munizipien Pancas (5 km) und Águia Branca, erreichbar ist er auch über São Gabriel da Palha (15 km). Er liegt im Siedlungsgebiet deutscher Einwanderer aus Pommern.
Auffällig sind die wie der Zuckerhut aussehenden Inselberge, lokal Pontões genannt. Capixaba wiederum ist das Adjektiv zu Espírito Santo.
Das Klima ist halb-feucht tropisch mit einer mittleren Temperatur von 23 °C und jährlichen Niederschlägen von 750 bis 1250 mm.

## Fauna und Flora
Neben dem Urwald gibt es Sekundärwälder in verschiedenen Stadien der Regeneration. Auf den felsigen „Zuckerhüten“ leben langsam wachsende Pflanzen, die mit wenigen Nährstoffen, Nebelfeuchte oder wenig Wasser auskommen können, da das Regenwasser sehr schnell abfließt. Es gibt z. B. Kakteen, Tillandsien und andere Bromelien.
Einige der seltenen Tiere sind vom Aussterben bedroht, die Säugetiere Jaguar, Langschwanzkatze (Bergozelot), Jaguarundi, Kragenfaultier, Stacheligel und Lontra und die Vogelarten Urumutum, Jaó (Steißhühner), Schwarzschnabeltukan und Goldtukan.
Umweltprobleme sind die Abholzung, die Ausweitung der Landwirtschaft und Besiedlung und seit kurzem der Abbau von Granitgestein. Durch den Nationalpark entstehen neue Formen von Arbeit.